# Superfluid

Heliul II se va "strecura" de-a lungul suprafețelor, în scopul de a găsi propriul nivel. După o scurtă perioadă de timp, nivelurile în cele două containere se vor egaliza. "Filmul Rollin" astfel creat acoperă, de asemenea interiorul containerului mai mare; în cazul în care nu au fost sigilate, heliul II s-ar strecura și ar ieși în afara containerelor.

Superfluiditatea este o fază a materiei în care anumite fluide suprarăcite, în special heliu-4 și heliu-3, manifestă un comportament straniu, ca și când forțele de atracție și frecare interne nu ar exista, fenomen accentuat până la un punct, cunoscut ca "punctul lambda", pentru heliu-4, la care viscozitatea lichidului devine zero.
Această proprietate reprezintă un interes major în domeniul hidrodinamicii cuantice, a fost descoperită de Piotr Kapița, John F. Allen și Don Misener în 1937 și a fost descrisă prin intermediul fenomenologiei și a teorilor macroscopice. În anii 1950, Hall și Vinen au întreprins experimente pentru a demonstra existența liniilor discrete de vorticitate. În anii 1960, Rayfield și Reif au demonstrat existența inelelor discrete de vorticitate. Packard a observat intersecția liniilor de vorticitate cu suprafața liberă a fluidului, iar Avenel și Varoquaux au studiat efectul Josephson la superfluide heliu-4.

## Câteva explicări teoretice
Teoria fenomenologică și semi-microscopică a lui Lev Landau în superfluiditatea izotopului heliu-4 i-a adus Premiul Nobel pentru Fizică în 1964. Presupunând că undele sonore sunt cele mai importante excitații ale izotopului heliu-4 la temperaturi scăzute, el a arătat că curgerea izotopului heliu-4 printr-un perete nu ar crea în mod spontan excitații dacă viteza de curgere este mai mică decât viteza sunetului. În acest model, viteza sunetului este "viteza critică" peste care, dacă este depășită, este distrusă superfluiditatea.

## Aplicații
Satelitul Astronomic Infraroșu IRAS, lansat în ianuarie 1983 pentru a aduna date infraroșii a fost răcit cu 720 de litri de heliu-4 superfluid, menținând o temperatură de 1,6 K (-271.4 ° C). 
Heliul-4 superfluid este utilizat în sistemul de răcire al acceleratorului de particule Large Hadron Collider de la CERN. .

## Descoperiri recente
Fizicienii au creat recent un condensat fermionic din perechi de atomi fermionici ultra-reci. 
În anumite condiții, perechile fermionice formează molecule diatomice și se supun condensării Bose-Einstein.
Pe de altă parte, fermionii (mai ales electronii supraconductoari) formează perechi Cooper, care, de asemenea, manifestă superfluiditate. 
Acest lucru recent cu gazele atomice ultra-reci a permis oamenilor de știință să studieze regiunea dintre aceste două extreme, cunoscută sub numele de crossover BEC-BCS. În plus, supersolidele au fost, de asemenea, descoperite în 2004 de către fizicienii de la Universitatea de Stat din Pennsylvania. Când heliul 4 este răcit la temperaturi de sub 200 mK sub presiuni ridicate, un procent de aproximativ 1% din solid pare să devină superfluid. 